# Jaskinia w Kruczej Skale
Jaskinia w Kruczej Skale, Schronisko w Skałach Kroczyckich III, Schronisko w Kruczej Skale – jaskinia na wzgórzu Łysak na Wyżynie Częstochowskiej będącej częścią Wyżyny Krakowsko-Częstochowskiej. Znajduje się we wsi Kroczyce w województwie śląskim, w powiecie zawierciańskim, w gminie Kroczyce.

## Opis obiektu
Jaskinia znajduje się w skale Wysokie Okapy. Ma dwa otwory pod dużym przewieszeniem u północno-wschodniej podstawy tej skały, ukryte za dużą oderwaną wantą. Za progiem o wysokość 1,7 m znajdują się dwie małe salki, oraz ciągnie się główny, trójkątny w zarysie korytarz o wymiarach 1,4 × 1,3 m. Korytarz ten po pięciu metrach lekko zakręca w lewo. Znajduje się w tym miejscu ciasna, pionowa szczelina wyprowadzająca do drugiego, niewielkiego otworu w skale.
Jaskinia w głębszych partiach jest ciemna i wilgotna. Jest pochodzenia krasowego; świadczą o tym występujące na jej ścianach kotły eworsyjne, liczne wymycia i inne formy rzeźby krasowej. Namulisko w większości składa się z próchnicy, miejscami jest piaszczyste. Obserwowano liczne troglokseny; pająki z rodzaju sieciarz (Meta), motyle Vanessa io i Triphosa oraz muchówki i ślimaki.

## Historia poznania i dokumentacji
Jaskinię po raz pierwszy opisał Kazimierz Kowalski w 1951 roku pod nazwą Schronisko w Skałach Kroczyckich III. W 1994 r. była badana przez archeologów z Łodzi (K. Cyrek i in.). W jej namulisku znaleźli liczne zabytki, których wiek określono na 15–25 tysięcy lat. Były to krzemienne groty strzał i wyroby z kości wytworzone przez ludzi kultury oryniackiej. W wyniku ich prac wykopaliskowych znacznie zmienił się wygląd jaskini; w wyniku wybrania namuliska pogłębiła się o około 1 m, odsłonięto także boczny korytarzyk o długości 3 m. W wyniku wybrania namuliska wejściowy próg o wysokości 70 cm uzyskał wysokość 1,7 m.
Archeolodzy opisywali jaskinię jako Schronisko w Kruczej Skale. Speleolodzy postanowili zachować tę nazwę, zmieniając tylko jej człon „schronisko” na „jaskinia”, jako odpowiadający nomenklaturze speleologicznej. W 2013 roku skały, w których się ona znajduje, nie miały jeszcze ugruntowanej w środowisku wspinaczy skalnych nazwy. W 2019 roku jednak skały te nazwane zostały przez nich Wysokimi Okapami, a na mapie Geoportalu opisane są jako Wysoki Okap. Przewieszeniem nad otworem jaskini prowadzi droga wspinaczkowa Fałszywa skromność (VI.7 w skali polskiej). Nazwa Jaskinia w Kruczej Skale stała się myląca, w pobliżu (na Górze Zborów) znajdują się bowiem inne Krucze Skały, ponadto w Polsce jest jeszcze kilka innych Kruczych Skał.
W lipcu 2009 r. K. Mazik i J. Zygmunt pomierzyli jaskinię i opracowali jej dokumentację. Plan jaskini sporządzili K. Mazik, Z. Lorek i J. Zygmunt.

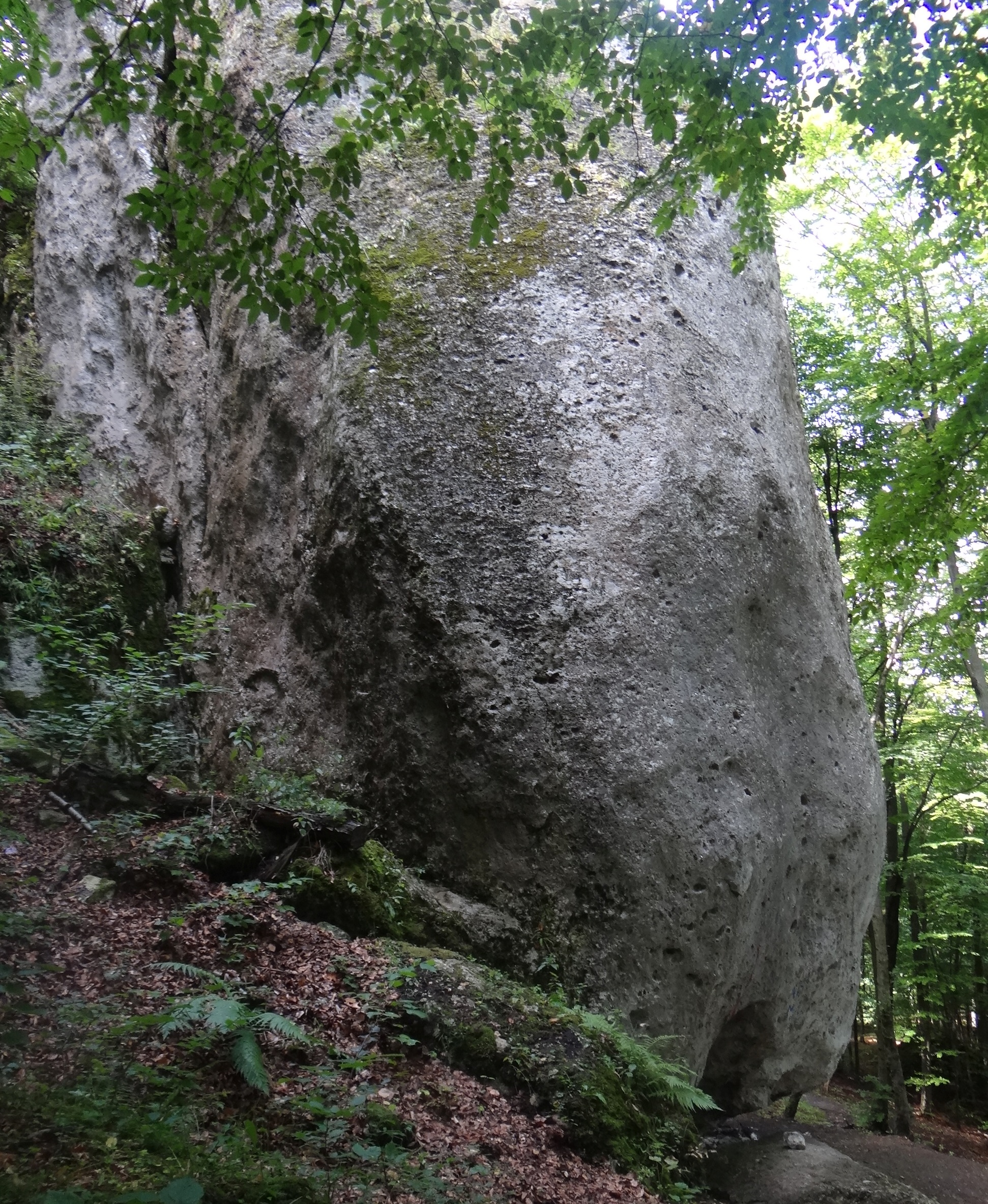
Północno-wschodni narożnik Wysokiego Okapu z otworami jaskini pod przewieszeniem
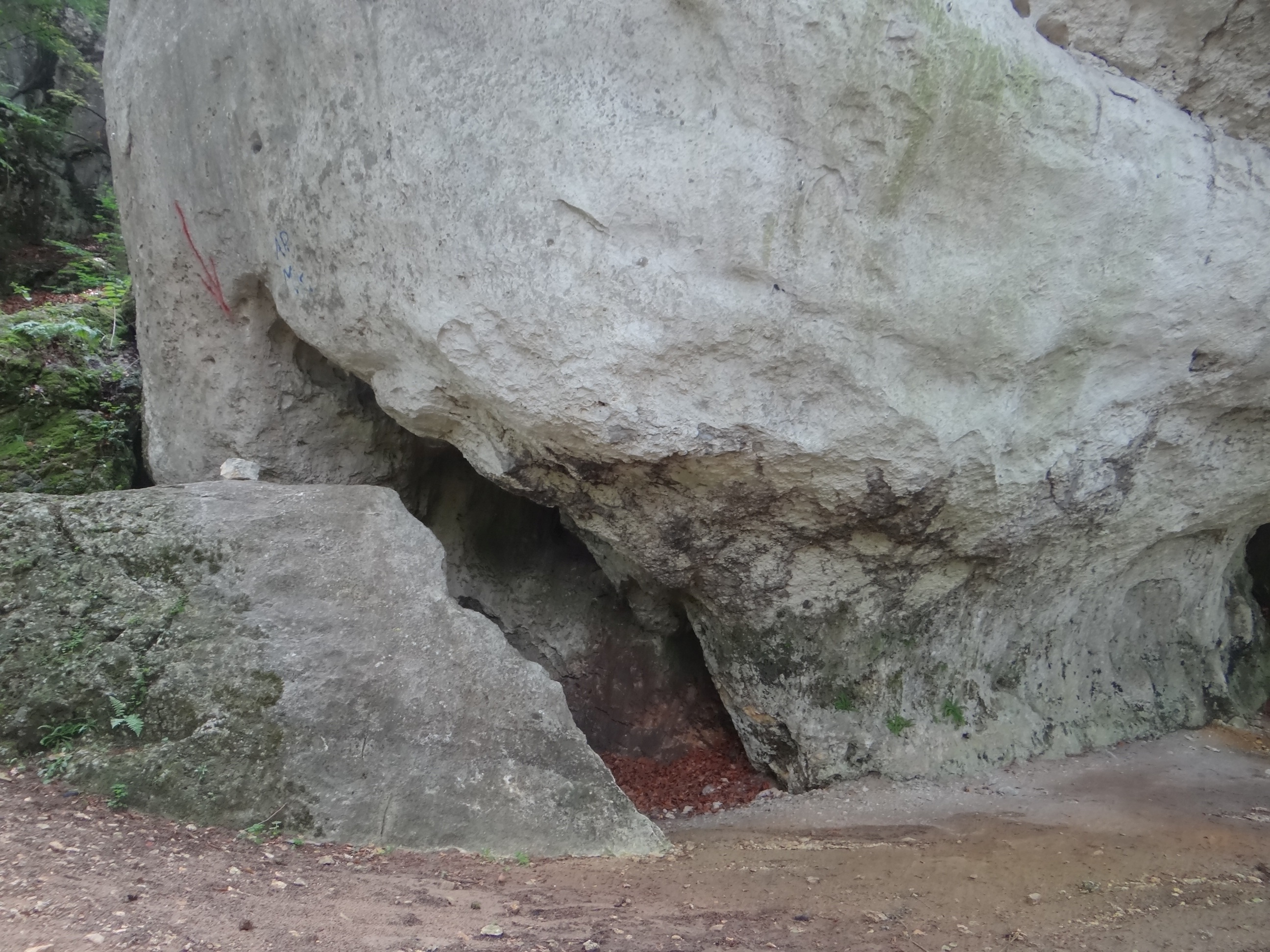
Wanta przed otworem jaskini
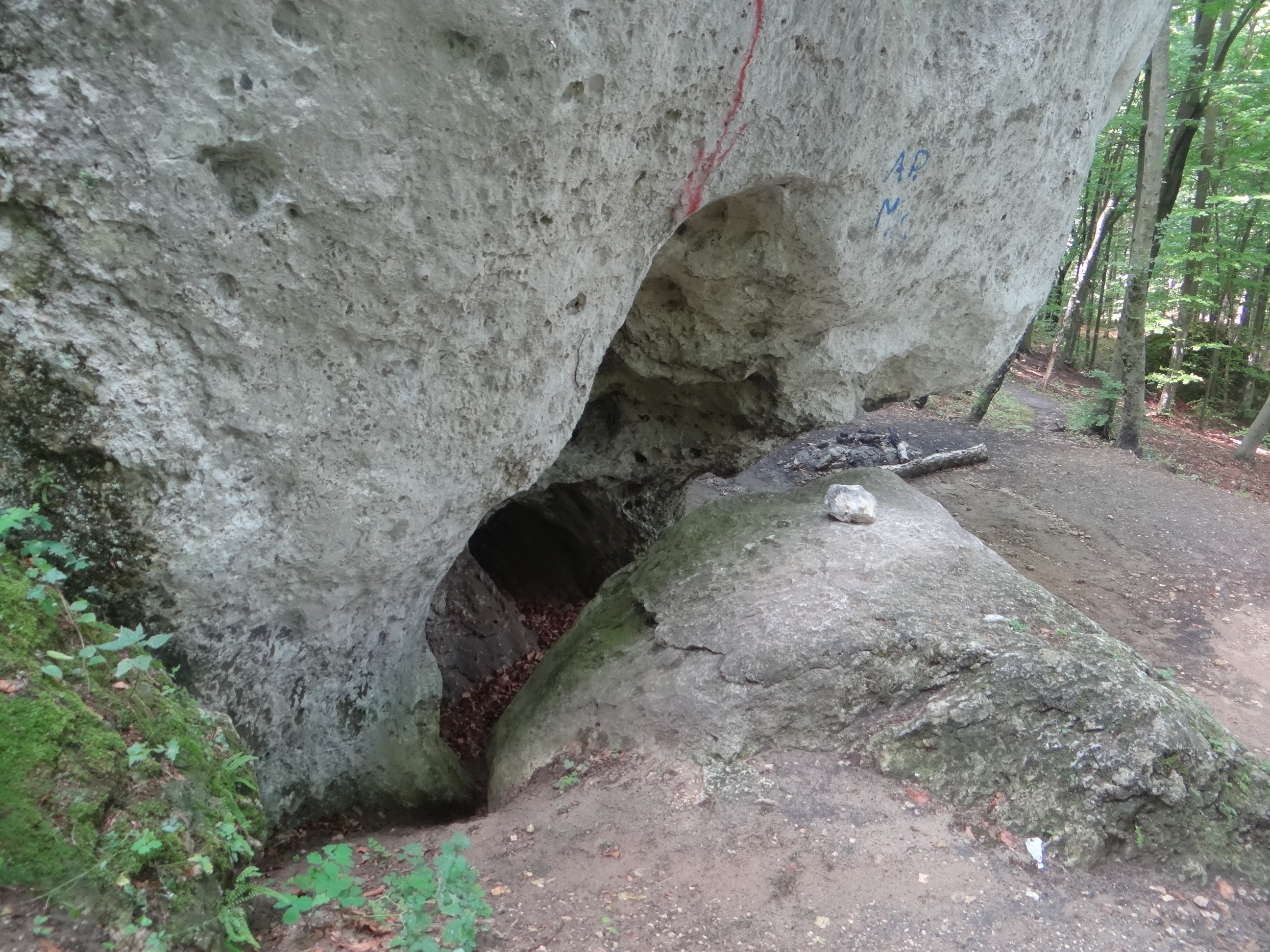
Wanta przed otworem jaskini
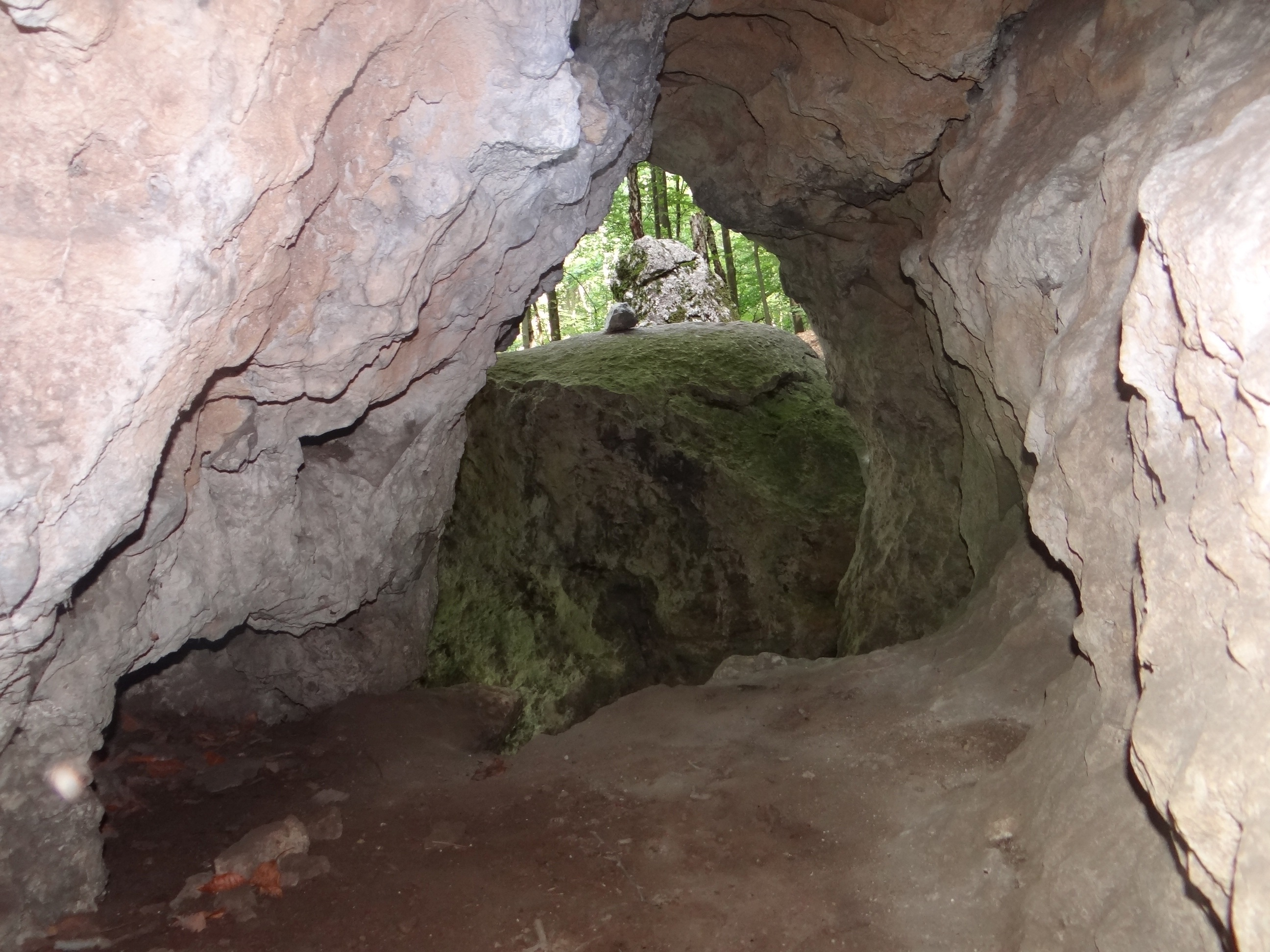
Salka nad progiem
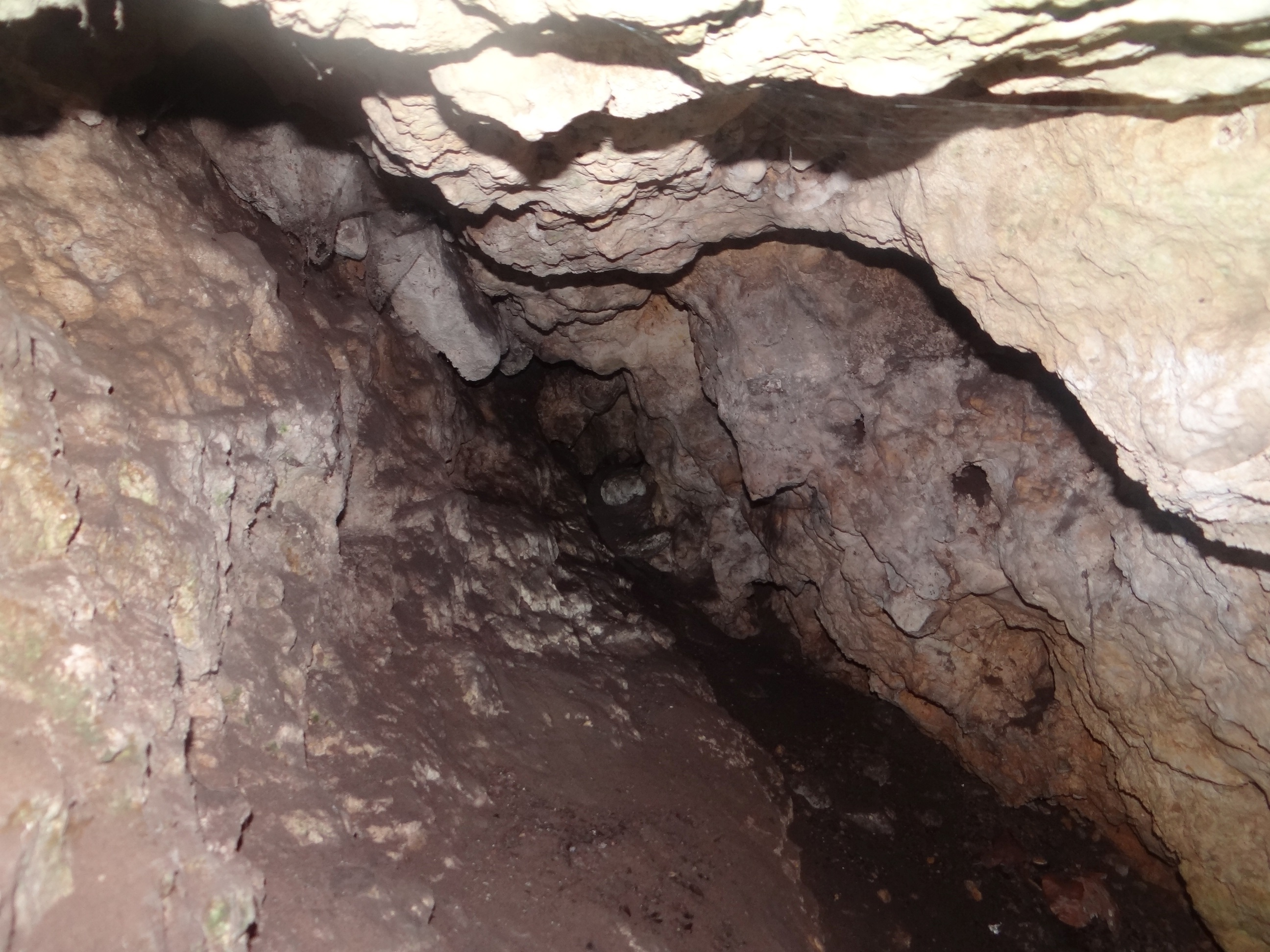
Fragment korytarza